# Конфликт на остров Дамански
Китайско-съветският пограничен конфликт представлява серия от въоръжени стълкновения между СССР и КНР в периода 2 март – 11 септември 1969 година. Конфликтът се разиграва в района на остров Дамански, на река Усури, на 230 км южно от град Хабаровск.

## Предпоставки и причини за конфликта
След смъртта на Йосиф Сталин, Никита Хрушчов е избран за Първи секретар на КПСС. Той организира разобличаването на Сталин на закрито заседание на XX на КПСС през февруари 1956 г. По този начин Хрушчов започва ликвидирането на „култа към личността на Сталин“ и се опитва да въведе демократизъм в тоталитарната система. Това води до чувствително охлаждане в отношенията между Китай и СССР. Ескалацията на напрежението между двете страни достига връх във въоръжените конфликти между СССР и Китай през 1969 г. Повод за сблъсък е неразрешеният от векове спор за границата и териториалната принадлежност на намиращия се в река Усури остров Дамански.
Коренът на проблема се крие в различното тълкуване, което двете страни дават на Пекинската конвенция от 1860 г. между Русия и Китай, съгласно която границата минава по двата бряга на реката. Статутът на водната повърхност и на речните острови е нерегламентиран. Според нормите на международното публично право границата следва да минава по средата между бреговете. Островът е отдалечен от Китай на 40 м, а от СССР – на 200 м, но и двете страни го смятат за свой. Островът и районът около него е под контрола на застава Нижная Михайловка.

## Избухване на конфликта
В периода 1968 – 1969 обстановката по границата е напрегната. Китайските провокации се превръщат в ежедневие в района на острова. През нощта на 2 март 1969 година китайски военни части се прехврълят на острова и се окопават. Съветските граничари на сутринта регистрират нарушение на границата. Група граничари под командването на лейтенант Стрелников – общо 9 души – се отправят на острова, за да отстранят от съветска територия нарушителите. Окопалите се китайци откриват огън от упор. Съветските граничари загиват под огъня на близо 300 китайски автоматчици. Прикриващата съветска гранична група от 5 души под командата на младши сержант Бабански отвръща на огъня и докладва за инцидента. Командирът на Иманския граничен отряд полковник Леонов вдига по тревога маневрена група. С цената на 32 жертви китайците са отблъснати от острова. На 14 март съветските граничари получават заповед да се изтеглят от острова. През нощта получават нова заповед – да го превземат. Полковник Леонов повежда група от три Т-62 (по това време нов и секретен). Командирският танк е поразен, а полковникът е убит. Останалите танкове се връщат на изходни позици, оставяйки поразения танк и трупа на своя командир. През нощта група разузнавачи правят опит да унищожат танка. В крайна сметка танкът потъва в реката след попадение на 160-мм минохвъргачка. По това време китайците са прехвърлили на острова около 2000 души. Сутринта на 15 март граничарите атакуват острова, но са отблъснати. В съветския тил са развърнати дивизион реактивни системи за залпов огън БМ-21 Град и арт. полк със 122-мм гаубици. За да бъдат задействани тези части, е необходима санкцията на военния министър маршал Гречко, който е в командировка, или на генералния секретар Леонид Брежнев, който е на официално посещение в Унгария. На 16 март командващият Забайкалския военен окръг генерал Павловски, без санкцията на Москва, взема инициативата в свои ръце. В 12:50 ч артилерията нанася удар по фронт с дължина 10 км и дълбочина 6 – 7 км. Изстреляни са около 2000 снаряда и ракети. Очевидци сравняват бойното поле с крематориум. Тежките поражения, които нанася реактивната артилерия на китайските части са в основата на легендата за „лазерното оръжие“ използвано от руснаците. След артилерийската подготовка 2 батальон на 199 МСП с танкова поддръжка атакува острова и го превзема. Генерал Павловски е издигнат на поста главнокомандващ на съветските войски. За периода на военните действия СССР губят 60 бойци. За Китай няма официални данни, но те се изчисляват на минимум 1000 души. След инцидента в района на Дамански е дислоцирана мотострелкова дивизия.
Следващият инцидент е на 12 август 1969 година в района на Казахската ССР в района на височината Каменная до езерото Жаланшкол. На тази дата съветските граничари забелязват китайски войници да се окопават на Каменная. Група съветски граничари под командването на НЩ подполковник Никитенко атакува с подкрепата на придадените БТР височината. За подкрепа на китайските войници са изпратени с камиони покрепления – около 70 души. Китайците са прехванати от граничните групи за прикритие с БТР. Един БТР прониква в китайския тил и превзема укрепленията. Сблъсъкът трае 9 часа. 18 китайци са убити, 2 – пленени. СССР губят 2 граничари и 11 ранени.

## Край на конфликта
На 11 септември 1969 година, завръщайки се от погребението на виетнамския лидер Хо Ши Мин, съветският министър-председател Алексей Косигин се среща с Чжоу Енлай. Подписано е споразумение, с което се прекратяват граничните конфликти. Спорът окончателно е решен през 90-те години на 20. век, когато Дамански и редица спорни територии са предадени на Китай.